# Kanton Aiguilles
Kanton Aiguilles (fr. Canton d'Aiguilles) je francouzský kanton v departementu Hautes-Alpes v regionu Provence-Alpes-Côte d'Azur. Tvoří ho pět obcí.

## Obce kantonu
- Abriès
- Aiguilles
- Arvieux
- Château-Ville-Vieille
- Molines-en-Queyras
- Ristolas
- Saint-Véran